# Alberto Brito Lima
Alberto Brito Lima (Avellaneda,Buenos Aires, Argentina, 31 de marzo de 1940 –  Tres de Febrero, Provincia de Buenos Aires, 28 de septiembre de 2012) fue un político peronista, uno de los fundadores de la agrupación Comando de Organización y su principal dirigente hasta su desaparición. Dos veces fue elegido diputado nacional y se desempeñó como embajador en Honduras.

## Actividad política
En un congreso de la Juventud Peronista en el Sindicato del Calzado a mediados de 1961 la facción dirigida por Alberto Brito Lima con Rubén Macchiavello, Pablo Flores y Domingo Paleo perdió por un voto una votación interna motivando que el grupo, que controlaba la Secretaría de Organización de la Mesa Ejecutiva de la Juventud Peronista se escindiera.
Ese sector consideraba que la Juventud Peronista había adoptado una metodología foquista cuyos resultados políticos consideraba precarios que cuestionaban como una equívoca “importación” del método de acción propio de la guerrilla cubana a una “realidad nacional” diferente y esgrimían como el fracaso más estentóreo el ataque que se había realizado al cuartel de Aeronáutica de Ciudad Evita a principios de 1960, a raíz del cual fueron detenidos varios dirigentes de la Mesa Ejecutiva. 
El nuevo agrupamiento propiciaba una política organizacional orientada a la inserción territorial y desde una posición nacionalista y católica rechazaban el diálogo con el marxismo que comenzaban a ensayar otros sectores. Así, el número de marzo de 1963 del folleto Argentinos a la lucha que reflejaba su pensamiento, llamaba a combatir a “agentes marxistas” que enfrentaban a “una auténtica línea doctrinaria política y revolucionaria” dispuesta a mantener “una posición eminentemente patriótica, humanista y popular, es decir, peronista”, subrayada como la “doctrina única”.

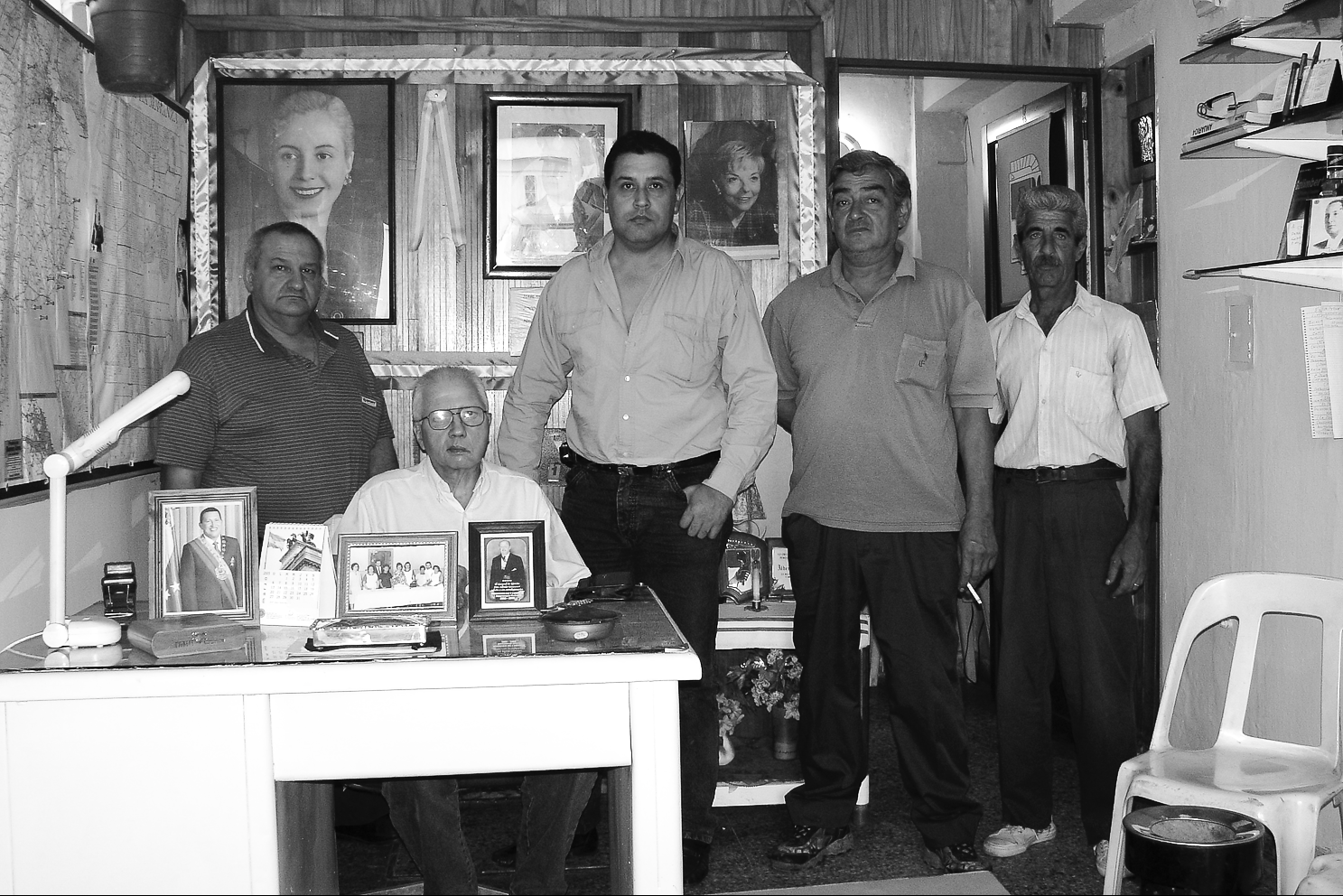
Brito Lima y exmiembros de su Comando de Organización en Villa Celina, La Matanza. Photo Eduardo Montes-Bradley

## La emboscada de Ezeiza
El Comando de Organización de Brito Lima fue parte de lo que terminó como masacre en Ezeiza cuando Perón regresó el 20 de junio de 1973.
"Junto a Osinde y Brito Lima, jefe del Comando de Organización, eran el núcleo fuerte de la línea dura del PJ contra los “zurditos infiltrados”, como descalificaban en un deliberado genérico a la juventud".
"... armados con fusiles Fal, subametralladoras Uzi, Ingram y Halcón, el operativo paramilitar contemplaba una retaguardia: días antes habían ocupado el Hogar Escuela Santa Teresa, a unos 600 metros del palco y que tenía facilidades para albergar a cientos de chicos internados. Los pibes fueron testigos de cómo se instalaron las patotas en las dependencias destinadas a estudiar y dormir. Al frente de esa maniobra estuvo Alberto Brito Lima".
"En un momento los del Comando de Organización de Alberto Brito Lima se tirotearon con los de Osinde, del mismo bando, mientras llovían balas desde el Hogar Escuela".